# Paul Stewart (racerförare)
Paul Stewart, född 29 oktober 1965 i Dumbarton, är en skotsk ingenjör och racerförare. Tillsammans med sin far, trefaldige världsmästaren Jackie Stewart startade han formel 1-stallet Stewart Grand Prix.